# Didèlfids
Els didèlfids (Didelphidae) són una família de marsupials del continent americà. Probablement divergiren dels marsupials basals de Sud-amèrica al Cretaci superior o Danià. Són els únics representants vivents de l'ordre dels didelfimorfs. Tenen un grup germà, Paucituberculata (opòssums musaranya). L'opòssum de Virgínia fou el primer animal a ser anomenat opòssum. No s'han de confondre amb els pòssums d'Austràlia (Phalangeriformes), també marsupials però pertanyents a un ordre diferent.
La seva dieta flexible, biologia no especialitzada i estratègia reproductiva fan de la sariga un colonitzador amb èxit. Originalment nadiua de l'est dels Estats Units, la sariga fou introduïda a l'oest del país durant la Gran depressió per a ser usada com a aliment. La seva difusió s'ha anat estenent fermament vers el nord, gràcies en part a fonts d'aigua més abundants construïdes pels humans, més refugis a causa de la seva entrada en zones urbanes i uns hiverns més benèvols. Actualment la seva difusió arriba a Ontario i se n'ha vist al nord de Toronto.